# Yevgueni Pashukanis

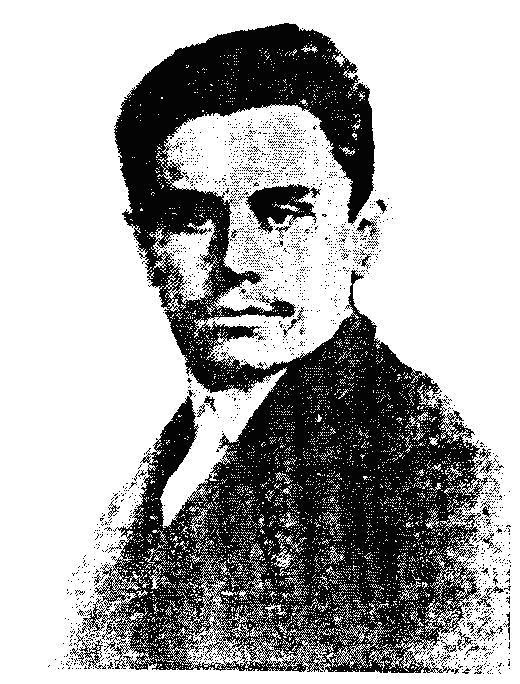
Yevgueni Bronislávovich Pashukanis.

Yevgueni Bronislávovich Pashukanis (23 de febrero de 1891 – 4 de septiembre de 1937) fue un jurista soviético, cuya obra más conocida es Teoría general del Derecho y marxismo.

## Primeros años y Revolución de Octubre
Pashukanis nació en Stáritsa, en el óblast de Tver, en el Imperio ruso. A la edad de 17 años, se afilió en San Petersburgo al Partido Obrero Socialdemócrata de Rusia (POSDR). En 1909, comenzó a estudiar Derecho en la misma ciudad. A consecuencia de su activismo revolucionario, se vio amenazado de destierro por la policía zarista; de modo que en 1910 optó por exiliarse en Alemania, donde continuó sus estudios en Múnich. Durante la Primera Guerra Mundial volvió a su Rusia natal. En 1914, contribuyó a redactar la resolución del POSDR oponiéndose a la guerra. A raíz de la Revolución de Octubre, Pashukanis se unió desde su fundación al ala bolchevique del Partido Socialdemócrata, que daría origen al Partido Comunista de la Unión Soviética. En agosto de 1918, fue nombrado juez en Moscú. Mientras tanto, impulsó su carrera como teórico del Derecho. También tuvo un destino en el Ministerio de Asuntos Exteriores, y fue asesor de la Embajada soviética en Berlín, participando en la redacción del Tratado de Rapallo de 1922. En 1924, fue destinado a tareas exclusivamente académicas, como miembro de la Academia Comunista, de la que fue nombrado vicepresidente en 1930.

## Teoría General del Derecho y Marxismo
En 1924, Pashukanis publicó su obra fundamental, Teoría General del Derecho y Marxismo, en la que, basándose en el concepto marxista de superestructura, sostenía que el Derecho sólo tiene sentido en situaciones de intercambio de mercancías, es decir: en la sociedad mercantil burguesa. Por tanto, el Derecho y el Estado habrían de desaparecer al alcanzarse la sociedad comunista y, en el tránsito a esa fase superior, habrían de irse extinguiendo progresivamente en la URSS. En esa propuesta Pashukanis coincidía con la posición de otro relevante jurista soviético, P. I. Stučka, y se enfrentaba con la posición de Vyshinski, defensor del fortalecimiento de la "legalidad socialista".

## Trayectoria posterior
De 1925 a 1927, Pashukanis colaboró con Stučka en la compilación de una Enciclopedia del Estado y el Derecho, y fundó una revista llamada Revolución del Derecho. También junto a Stučka, puso en marcha a partir de 1927 la sección de Teoría General del Estado y el Derecho en la Academia. Sin embargo, a partir de 1930 se desató la purga contra Nikolái Bujarin, atacado por Stalin por sostener que el Estado socialista debía extinguirse para dar a luz el comunismo, según la teoría de Marx; es decir, precisamente lo mismo que Stučka y Pashukanis defendían en el plano de la Teoría del Derecho y el Estado. En ese contexto, Vyshinski calificó públicamente a Pashukanis de "saboteador" y "espía". Fuera por convicción o porque temiera por su seguridad, Pashukanis dejó de colaborar con Stučka, abjuró de sus posiciones anteriores y revisó su teoría del Estado, ajustándola a la política dominante. Son representativas de esta segunda etapa obras como La teoría marxista del Derecho y el Estado, de 1932, y Estado y Derecho bajo el socialismo.
La retractación de Pashukanis fue recompensada nombrándolo en 1931 director del Instituto de Construcción Soviética y Derecho, predecesor del Instituto de Estado y Derecho de la Academia de Ciencias de la URSS. En 1936 fue nombrado Vicecomisario de Justicia de la URSS y fue propuesto como miembro de la Academia Soviética de Ciencias.
Sin embargo, Pashukanis no pudo evitar durante mucho tiempo ser denunciado como "enemigo del pueblo". El 20 de enero de 1937, fue detenido en el marco de la Gran Purga. Pronto fue reemplazado por Vyshinski en el Instituto de Construcción Soviética y Derecho y otro viejo crítico suyo, Alfred Krishiánovich Stalguévich, se hizo cargo de sus cursos en el Instituto Jurídico de Moscú.
Pashukanis, pese a haber publicado las "autocríticas" de rigor, fue acusado de ser un "saboteador trotskista" y fue ejecutado en 1937. Pashukanis obtuvo una rehabilitación póstuma en 1957, aunque sus teorías no fueron adoptadas por la corriente dominante de la ciencia jurídica soviética.